# 春水堂人文茶館
春水堂實業股份有限公司，簡稱春水堂人文茶館或春水堂，是一家源自臺灣臺中的連鎖茶館。主要商品為珍珠奶茶及泡沫紅茶等各式調和茶飲，並推廣半發酵茶葉，提倡雙杯式飲法及色香味三段品茗法。是聲稱發明珍珠奶茶的臺灣連鎖餐廳之一，另一家是翰林茶館。
截至2025年7月，春水堂目前在臺灣共有56間分店；並分別於2007年、2013年及2018年在日本及香港開店。

## 簡介

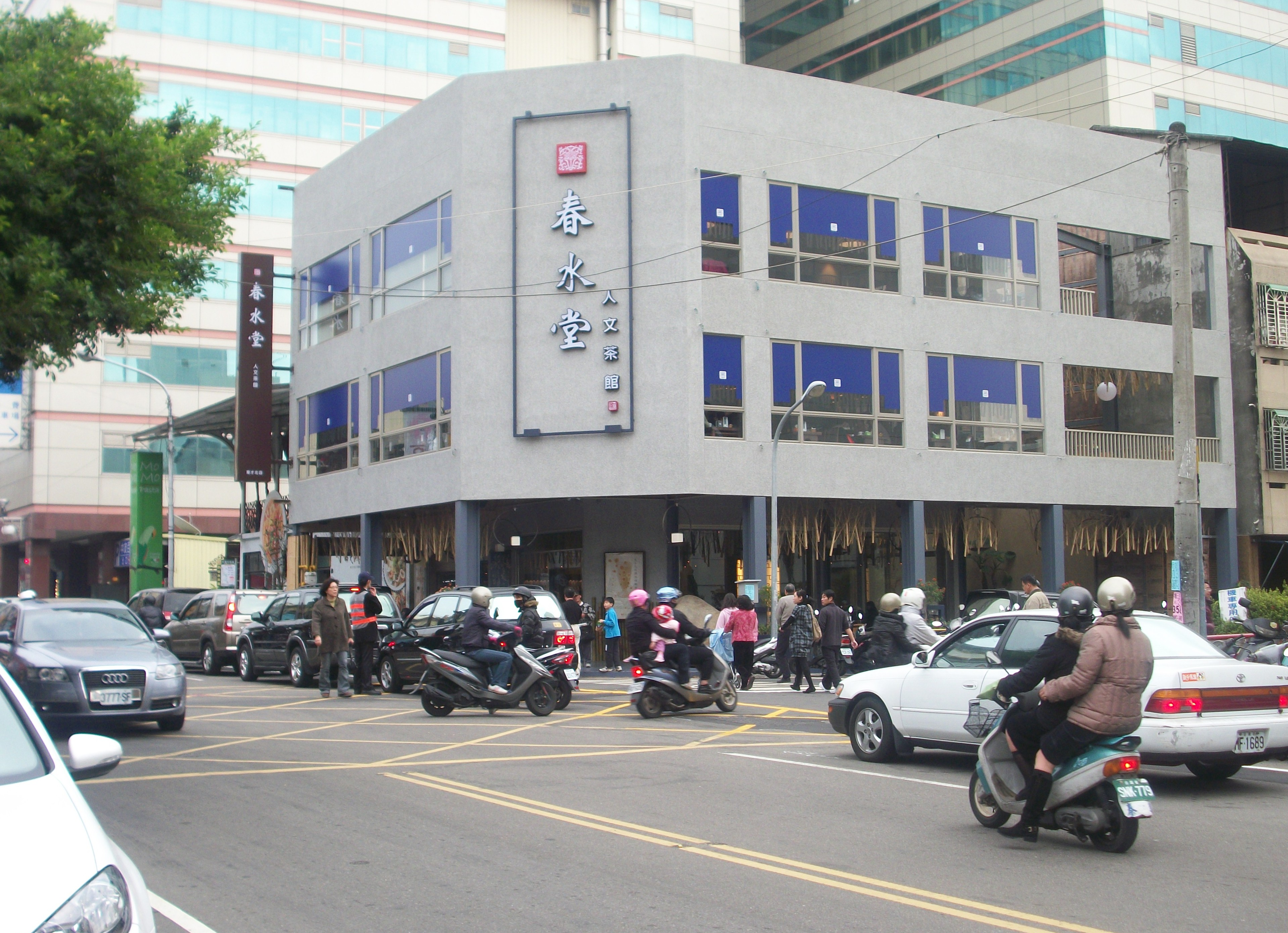
臺中中友百貨後方的春水堂育才北店(台中北區)

《中國茶藝》作者劉漢介研習歷代中國茶藝，深諳日本煎茶、抹茶茶道，熟知詔安、潮州及臺灣工夫茶。他計劃投資設立不同風貌茶行，開始提供小壺泡的冷飲茶；該種冷飲茶是用小壺泡原理濃縮後再稀釋，經雪克器調理，推出後半年內造成流行風潮，成為臺中新興特色，並向全國傳播。
1983年5月，劉漢介創立冷飲茶專賣店「陽羨茶行」，並計劃重現宋朝茶館風貌，提倡生活四藝，將插花、掛畫、點香、品茗呈現於店舖。
1987年3月，將地方小吃粉圓加入調味紅茶，並命名「珍珠奶茶」；其珍珠奶茶以傳統市場樹薯粉圓為材料（直徑約5毫米，使用之吸管直徑約8毫米，自1987年起工廠生產規格一直維持原樣）。

## 沿革
- 1983年5月，《中國茶藝》作者、也是創辦人的劉漢介計劃打造一家模仿宋朝茶館風格的冷飲茶專賣店。於是，便在臺中市四維街24-1號成立「陽羨茶館」，開始研發「泡沫紅茶」。
- 1985年，將半醱酵茶加入冷飲系列。
- 1985年至1986年間，商品部茶總監「林秀慧」（時任創始店店長）將粉圓加入奶茶中，成為朋友間的特調私房茶。1987年3月，該茶飲正式掛牌上市，命名為「珍珠奶茶」。
- 1988年1月，改名「春水堂」，並設「木犀堂」於春水堂內。
- 1993年，引進歐式吧檯作業，並創冷飲茶新境界“凍飲茶”０～５度的茶飲料。同年7月，成立「荊谿茶學院」（後為大進店）。
- 1994年，開拓茶酒飲料（習自中國雲南少數民族），並將後醱酵茶類（普洱茶）加入冷飲茶。
- 1997年，成立「山家小舖」開幕，專營歐式花茶及品味咖啡（後為大隆店）。
- 1999年1月，總部移置臺中朝富店。3月成立「茶湯會」茶飲外帶專賣店。
- 2001年10月，受邀於第二屆海峽兩岸茶葉科技學術研討會中進行茶藝表演。
- 2002年1月，將改良煮法的普洱奶茶加入冷飲類系列，並催生第一屆臺灣茶人會於臺中經國園道舉辦。3月受臺灣觀光協會邀請，赴德國柏林國際旅展以珍珠奶茶推廣臺灣觀光。
- 2005年7月，於台中市(向心店)正式創立茶湯會第一家門市。
- 2006年，創立專屬推廣小壺泡文化的現代茶藝空間「秋山堂」,目前在台中市國立台灣美術館內。
- 2007年3月，春水堂出版林文隆創作音樂CD「用心唱臺灣」，其中收錄有「珍珠奶茶」及「臺灣茶史」等歌曲。11月，受臺中市政府邀請，於亞洲盃及世界盃棒球賽之間，進駐臺中洲際棒球場打造舒適飲茶空間協助城市行銷。12月受臺中市政府邀請，參與臺北國際旅展。
- 2013年7月27日，春水堂正式進軍日本，首家分店在東京代官山開幕。
- 2014年1月14日，日本二號店六本木店開幕[3]。3月21日，日本三號店表參道店開幕。[4]

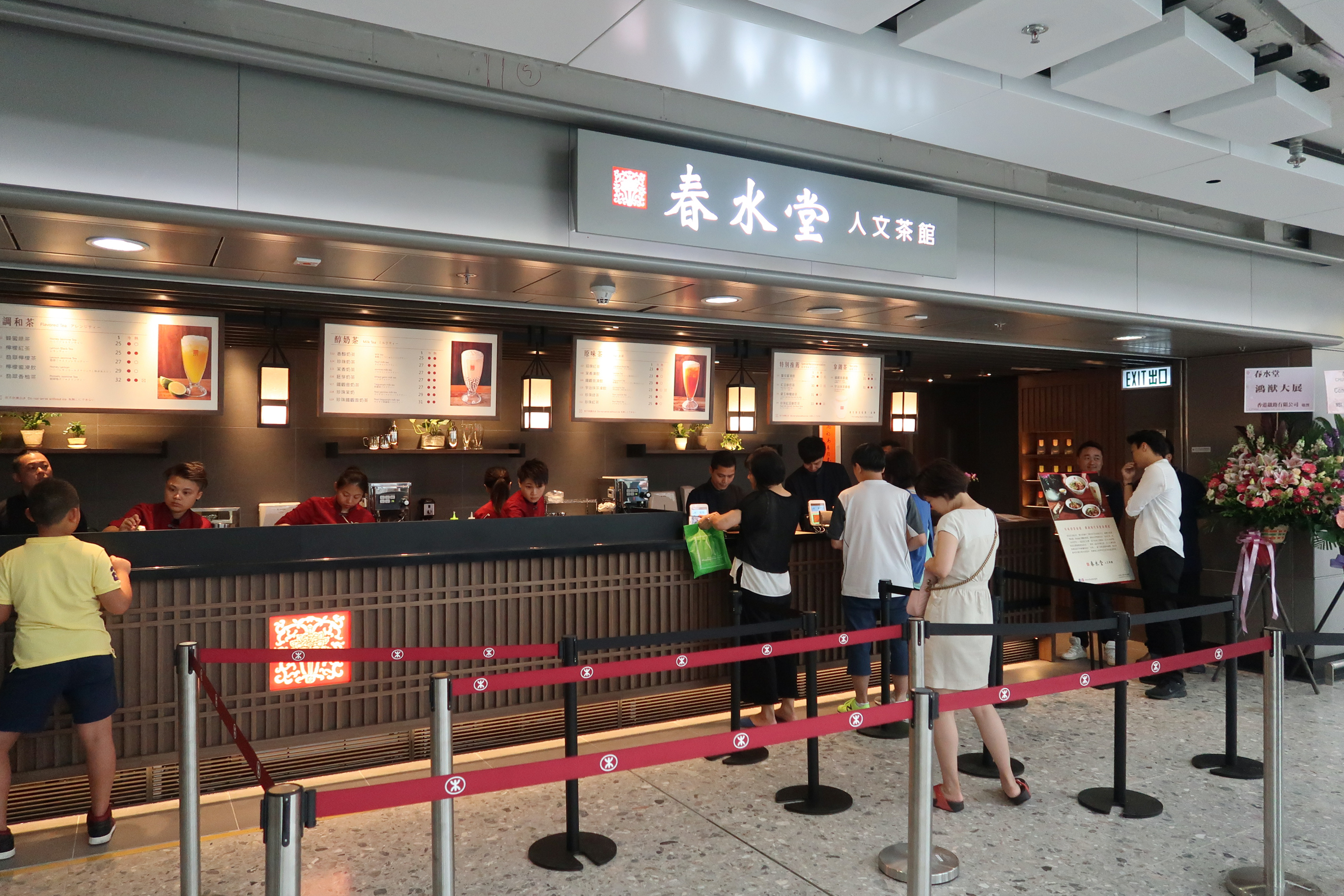
春水堂在香港西九龍站分店

- 2018年9月，登陸香港高鐵西九龍站。

## 創辦人－劉漢介 （1952～）
1952年台灣雲林出生，現仍活躍於茶藝、書法及攝影文化界，於西元1983年創立春水堂，雅號甘侯，以號行於世。研習書道六藝，擅行草。喜愛人間四季，常在春秋佳日出遊、用相機記錄山川大地。從事影藝40餘年，橫跨底片與數位時代。
多次參加世界攝影大展屢獲佳績，個人水墨與影像創作獨具風格，創作作品皆用以妝點人文茶館。事業忙碌之餘更熱心投身於台中市攝影學會，協助引領台灣走向世界攝影舞台，並增設春水興業典藏獎，匯聚各國菁英參與交流，成為攝影界盛事。

## 家族品牌

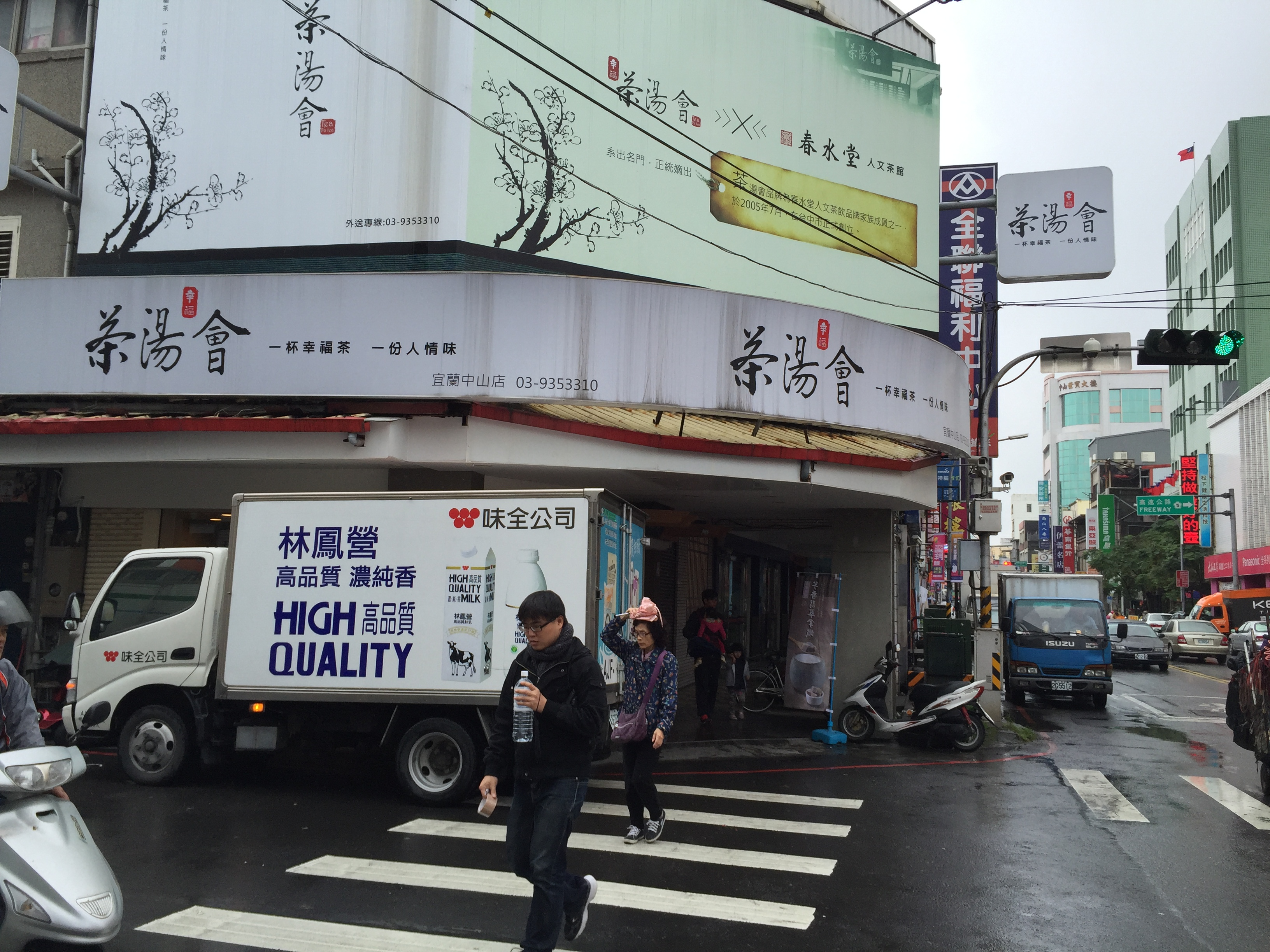
茶湯會

- 茶湯會[5]
- 秋山堂[6]

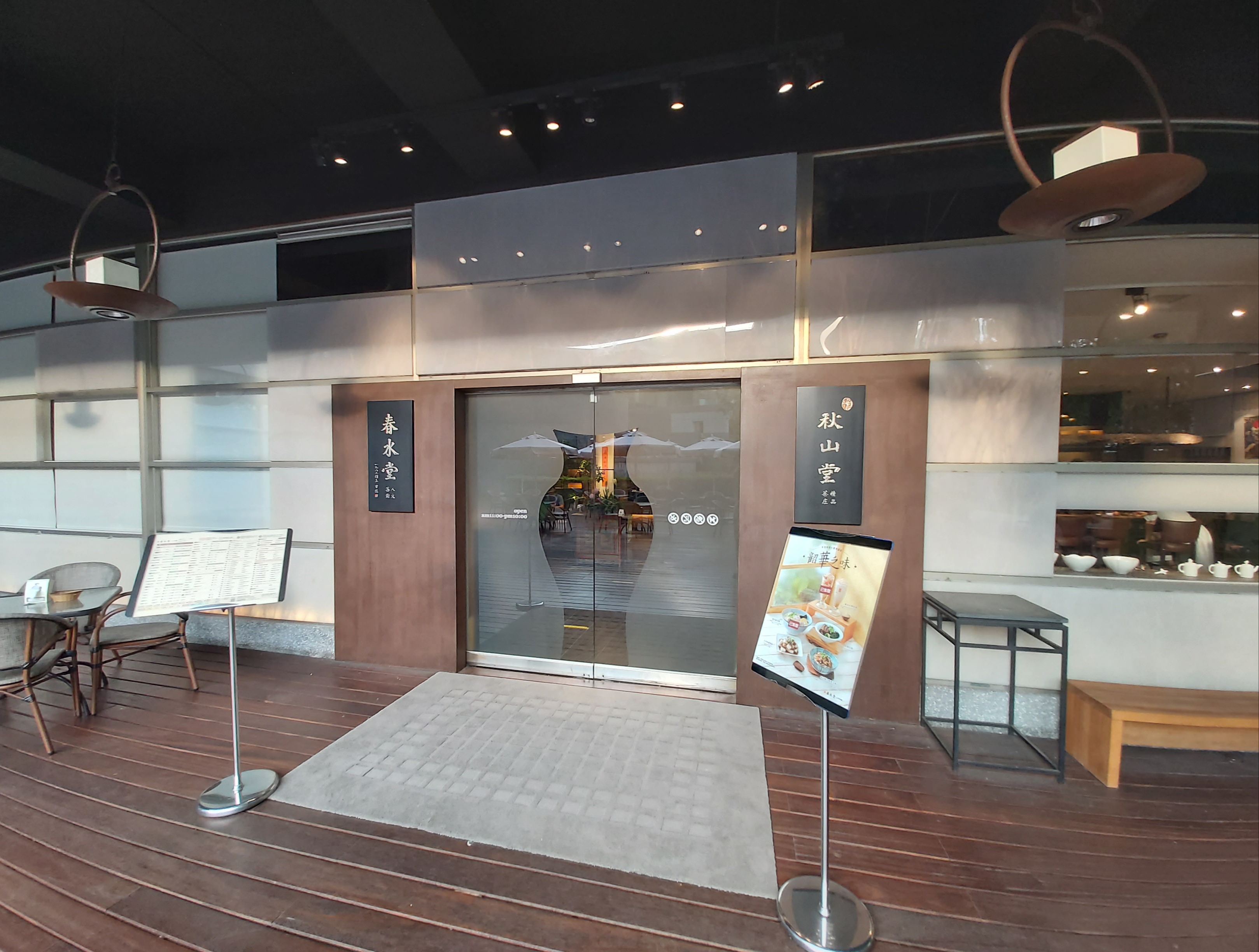
春水堂國美店與秋山堂的大門
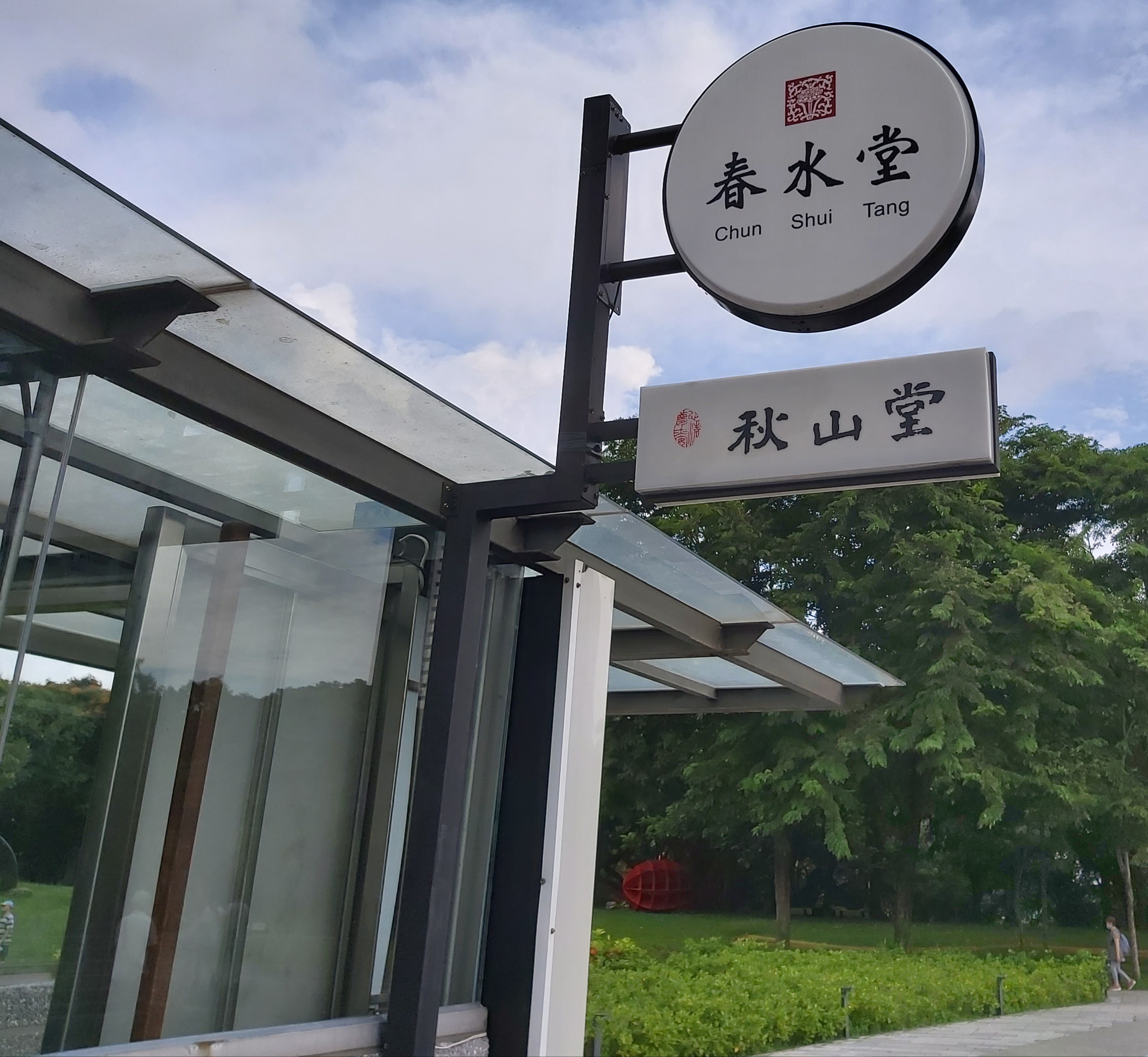
春水堂與秋山堂的招牌
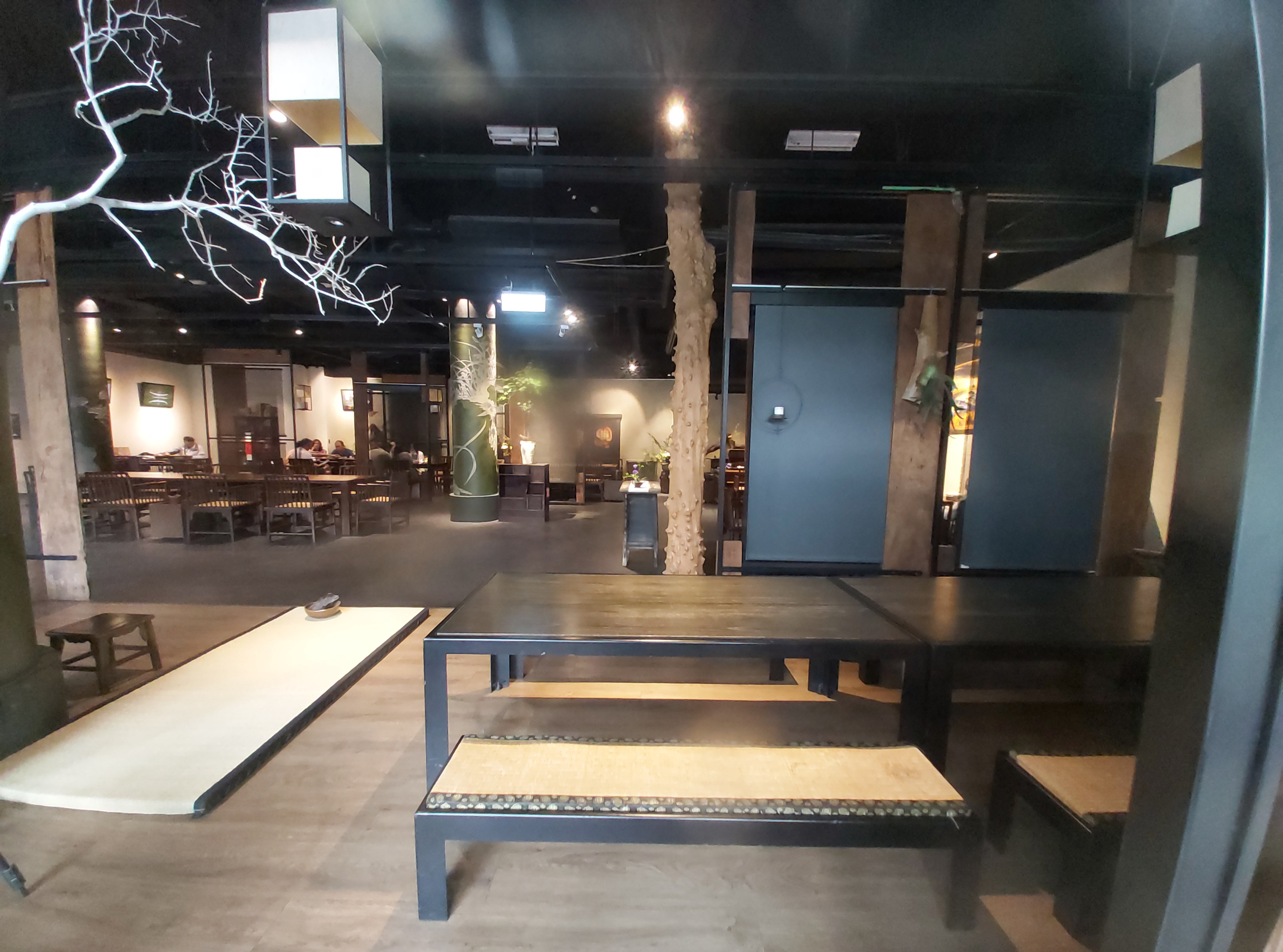
秋山堂茶座席間

## 外部連結
台灣
- 春水堂人文茶館 （页面存档备份，存于）
- 茶湯會 （页面存档备份，存于）
- 秋山堂 （页面存档备份，存于）
- 台灣公司資料

日本
- 春水堂 （页面存档备份，存于）
- 茶湯會 （页面存档备份，存于）

香港
- 春水堂 （页面存档备份，存于）